# Glamour (magazine)
Pour les articles homonymes, voir Glamour (homonymie).
 (septembre 2024).
Glamour est un magazine féminin mensuel apparu en France en les années 1980, déclinaison de multiples éditions internationales dont la version américaine date de 1939.
Il est édité par la société Les Publications Condé Nast

## Historique

### Préambule
Dans les années 1930, la photographie devient hégémonique dans les magazines dominés principalement par Vogue et Harper's Bazaar. En France, le magazine Marie Claire est lancé.

### Origines
En 1937, Condé Montrose Nast (en) qui possède les éditions Condé Nast depuis 1909 lance le projet Glamour of Hollywood. Le magazine cible alors un lectorat plus jeune que celui de Vogue.
Les photographes John Rawlings (en), Herbert Matter, le Russe Constantin Joffé, l'Américaine Frances McLaughlin-Gill, l'Américain Serge Balkin, Allan Arbus et sa femme, Norman Parkinson, l'Américain Richard Rutledge, Clifford Coffin qui photographiera le New Look participent dès les premières années au magazine. Plus tard, le renommé David Bailey, photographe attitré du British Vogue, ou Bob Richardson (en) sont eux aussi publiés dans Glamour.

### France
Glamour était un magazine en français, publié par Condé Naste, entre février 1988 et décembre 1994 Anne Chambrol était Rédactrice en Chef . Il est suspendu en 1995. En 1993, la branche française de Condé Nast est « chroniquement déficitaire ». Jonathan Newhouse, cousin de Samuel Irving Newhouse, Sr. (en) qui a racheté les éditions Condé Nast en 1959, prend alors en charge cette filiale française afin de la remettre à flot. Il sera à la tête de Condé Nast International par la suite. Glamour devient l'un des projets principaux avec une nouvelle stratégie. Une nouvelle version doit voir le jour dans les années 2000, mais se heurte au refus de l'actionnaire ; l'équipe est changée, et une seconde version est lancée avec succès quelque temps après. En 2010, la formule de Glamour est renouvelée. Les années 2010 sont une période difficile pour la presse féminine, qui est perçue par les nouvelles générations comme rétrograde et superficielle, et Glamour voit sa diffusion baisser de 21% et ses ventes chuter de 100 000 exemplaires entre 2014 et 2017. Le magazine se doit donc de changer et, suivant l'exemple de l'édition américaine, change de formule: en France, il reprend au numéro 1 en mars 2018. La nouvelle formule traite désormais de sujets de société, et publie des enquêtes d'investigation sur divers sujets comme la politique ; la place allouée aux articles de conseils mode et beauté est considérablement réduite, le but est selon la rédaction de "sortir des clichés de la presse féminine" et de faire de Glamour une "nouvelle plateforme média engageante plutôt qu'un magazine".
En 2020, Condé Nast cesse la publication de l'édition française après le numéro 12 nouvelle série paru en janvier 2020 ; l'édition papier américaine a elle aussi cessé en 2019 mais le magazine demeure sous forme dématérialisée via son site internet.